# Alessandro Orefice
Alessandro Orefice (Bologna, 31 agosto 1984) è un allenatore di pallavolo italiano, tecnico del Levallois Paris e della nazionale femminile slovena.

## Carriera

### Club
Dopo gli inizi come allenatore nel settore giovanile, nella stagione 2012-13 è nello staff tecnico del Forlì Bologna che disputa la Serie A1 femminile; col ritorno della squadra a Forlì, rimane in Emilia diventando allenatore dell'Idea per le quattro annate successive, nei campionati di Serie C e Serie B1.
Nella stagione 2016-17 è nuovamente impegnato nella pallavolo di vertice, raggiungendo Giulio Bregoli in Francia sulla panchina del Saint-Raphaël, club militante in Ligue A col quale vince la Supercoppa francese 2016; nell'annata seguente rimane in massima serie francese, trasferendosi tuttavia al RC Cannes, dove rimane per un triennio ricoprendo nella prima stagione il ruolo di preparatore atletico e quindi anche quello di vice di Riccardo Marchesi in quelle successive; nel periodo in Costa Azzurra conquista la Coppa di Francia 2017-18 e lo scudetto 2018-19 e la Supercoppa Francese 2019.
Nella stagione 2020-21 viene nominato allenatore del Venelles, altra società impegnata nella Ligue A, dove rimane per un biennio conquistando la Coppa di Francia 2019-20, che a causa della pandemia di COVID-19 era stata interrotta nel marzo 2020 e quindi recuperata nel mese di settembre, all'inizio dell'annata seguente.
Nel campionato 2022-23, pur restando nel massimo campionato transalpino, siede sulla panchina del Saint-Cloud Paris SF. Il 26 aprile 2024, grazie al doppio successo sui rivali del Nantes, si laurea campione di Francia, regalando al club il primo storico scudetto nazionale. Nella stagione successiva, guida nuovamente il Saint-Cloud Paris SF concludendo la regular season al primo posto. Il 3 maggio 2025, dopo una incredibile battaglia di nuovo contro i rivali del Nantes, conquista il secondo scudetto consecutivo regalando al club parigino una fantastica e storica doppietta. Con questa impresa, Alessandro Orefice si colloca assieme a Zoran Terzic come unici allenatori in Europa in grado di vincere due campionati nazionali femminili, nelle prime due stagioni con una squadra nuova. 

### Nazionale
Nel 2020 entra nello staff tecnico di Lorenzo Micelli, con compiti di preparazione fisica, quando il tecnico urbinate diventa selezionatore della nazionale estone; a seguito delle dimissioni di Micelli, nella primavera del 2022 viene nominato nuovo commissario tecnico della stessa Estonia. Il 25 giugno del 2023, grazie alla vittoria in finale per 3-2 sull’Austria (sede della Final Four), conquista la European Silver League e porta per la prima volta nella storia della federazione femminile un trofeo in bacheca. Il 16 gennaio 2024 diventa il nuovo allenatore della nazionale femminile slovena.

## Palmarès

### Club
- Campionato francese: 3

2018-19, 2023-24, 2024-25
- Supercoppa francese: 2

2016, 2019
- Coppa di Francia: 2

2017-18, 2019-20

### Nazionale
- European Silver League 2023